# معهد أوكيناوا للعلوم والتقنية
جامعة الدراسات العليا بمعهد أوكيناوا للعلوم والتقنية (باليابانية: 沖縄科学技術大学院大学، وبالإنجليزية: Okinawa Institute of Science and Technology Graduate University) هي معهد دراسات عليا مقرها بلدة أونا بمحافظة أوكيناوا اليابانية. يدير المعهد برنامجًا للدكتوراه في العلوم مدته خمس سنوات، وأكثر من نصف الباحثين والطلبة بالمعهد من خارج اليابان، وتتم الدراسة والأبحاث فيه باللغة الإنجليزية حصرًا.